# Terremoto di Costantinopoli del 1509
Il terremoto di Costantinopoli del 1509 ebbe luogo il 10 settembre 1509 alle 22 circa, con epicentro nel Mar di Marmara. Il sisma ebbe una magnitudine stimata di 7,2 ± 0,3 sulla scala di magnitudo delle onde superficiali. Uno tsunami e quarantacinque giorni di scosse di assestamento seguirono il terremoto. Il bilancio delle vittime di questo terremoto è scarsamente conosciuto, con stime comprese tra 1 000 e 13 000.

## Geologia
Il Mar di Marmara è un bacino a pull-apart formato in corrispondenza di una curva estensionale nella faglia nord anatolica, la quale è una faglia a scorrimento orizzontale laterale destro. Questa zona di estensione locale si verifica quando il confine trasforme tra la placca anatolica e la placca eurasiatica a ovest di İzmit si sposta verso nord, dalla faglia di Izmit fino alla faglia di Ganos. Lo schema delle faglie all'interno del bacino del Mar di Marmara è complesso, ma vicino a Istanbul c'è un unico segmento di faglia principale con una curva acuta. Mentre a ovest la faglia segue la direzione ovest-est ed è di tipo puramente a scorrimento orizzontale, a est la faglia segue una tendenza NW-SE e sembra mostrare sia un movimento normale che uno a scorrimento orizzontale. Il movimento su questa faglia, che limita il bacino di Çınarcık, fu la causa più probabile dell'evento del 1509.

## Danni e vittime

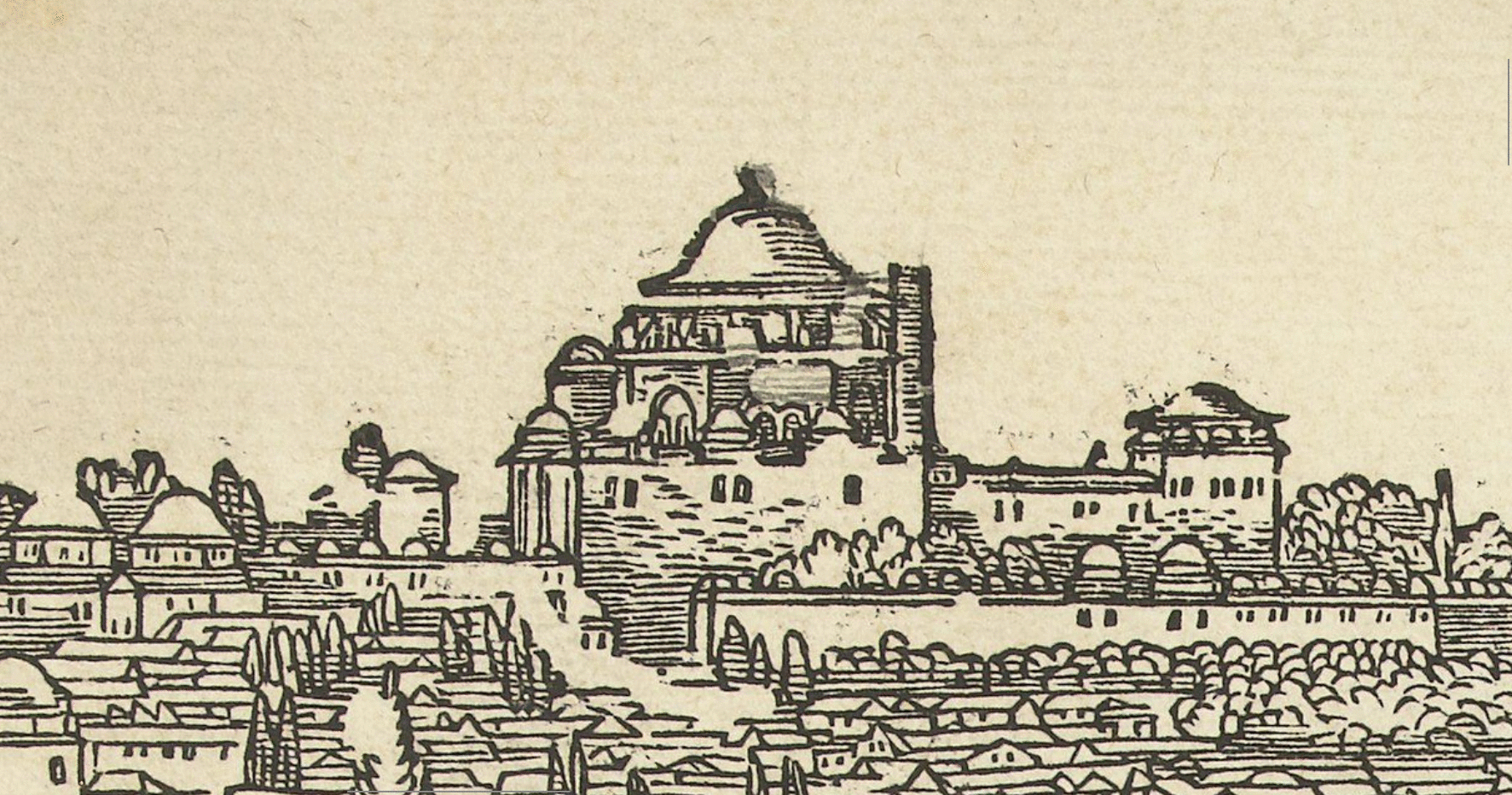
Un'incisione del 1529 che mostra i danni subiti dalla Moschea di Fatih a Istanbul

L'area di danno significativo (maggiore del grado MCS VII (Molto forte)) si estese da Çorlu a ovest a İzmit a est. Anche Galata e Büyükçekmece subirono gravi danni. A Costantinopoli molte case crollarono, camini caddero e pareti si incrinarono. La moschea di Bayezid II di recente costruzione fu gravemente danneggiata; la cupola principale venne distrutta e un minareto crollò. La moschea di Fatih subì danni alle sue quattro grandi colonne e la cupola si fessurò. L'ex-chiesa di Santa Sofia sopravvisse quasi incolume, anche se un minareto crollò. All'interno della moschea, l'intonaco che era stato usato per coprire i mosaici bizantini all'interno della cupola cadde, rivelando le immagini cristiane. Il numero di morti e feriti è difficile da stimare, con fonti diverse che danno una cifra che varia da 1 000 a 13 000. Si ritiene che in questo terremoto siano morti alcuni membri della dinastia ottomana. Le scosse di assestamento continuarono per 45 giorni dopo il terremoto e la popolazione non fu in grado di tornare in casa per due mesi.

## Conseguenze
Il terremoto sarebbe stato predetto da un monaco greco dal nome ignoto proveniente dal monastero di Santa Caterina nel Sinai mentre egli era presente presso la corte del sultano. Gli europei considerarono allora il terremoto una sorta di punizione, punizione da parte di Dio imposta ai turchi per aver preso le armi contro i cristiani europei. Allo stesso modo, il sultano Bayezid II vide il sisma come una punizione divina, attribuendola tuttavia alle azioni sbagliate dei suoi ministri. Questo terremoto è passato alla storia fra i turchi come "il piccolo giudizio universale" (in turco Küçük Kıyamet).

## Caratteristiche

### Terremoto
Dalla zona e dall'intensità della scossa, è stata stimata una rottura della faglia lunga 70 km. I principali shock si verificarono a intervalli di mezz'ora: il sisma fu violento e protratto in natura, costringendo i residenti a cercare rifugio in parchi e piazze aperte. Si dice che le scosse di assestamento continuarono per 18 giorni senza causare ulteriori danni, ritardando tuttavia la ricostruzione in alcune aree.

### Tsunami
Uno tsunami con un'onda superiore a 6,0 m è menzionato in alcune fonti, ma minimizzato in altre. Nel bacino di Çınarcık si può osservare un letto di torbidite la cui deposizione corrisponde alla data del terremoto.